# Babrio

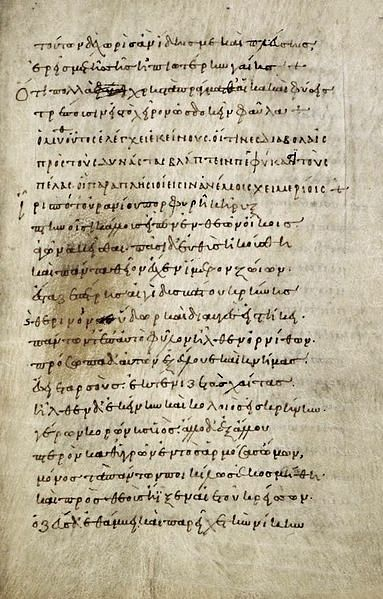
Fábulas de Babrio.

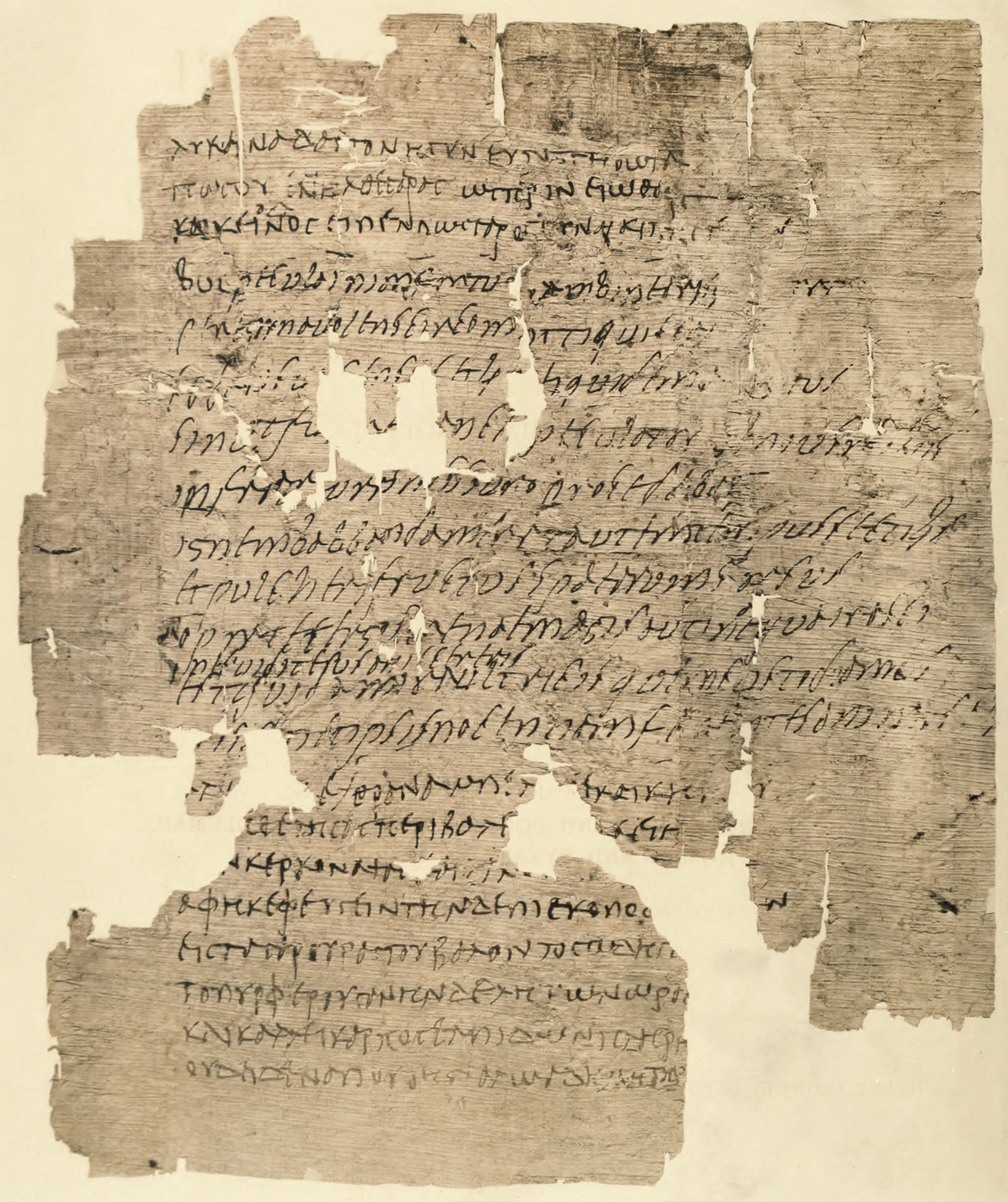
Papiro de Babrio del o con traducción latina.

Valerio Babrio o Babrias fue un poeta latino que vivió en Siria y escribió en griego fábulas a fines del siglo I d. C. y comienzos del II.

## Biografía
Algunos rasgos de su métrica y el nombre Babrius, por lo general aplicado a los libertos, confirman que era de origen latino o romano. Vivió posiblemente en Siria, donde habría sido preceptor de los hijos de un reyezuelo helenizado, pero su nomen, Valerius, era romano. Poseía una cultura muy extensa: en sus versos hay reminiscencias de Homero, Hesiodo, Semónides, Teognis, Píndaro, Safo, Sófocles, Eurípides, Esquilo y Aristófanes, y lo que es más interesante y desconcertante, también conocía los Setenta, la literatura judeoalejandrina y a poetas tardíos (Opiano, en concreto). En el siglo II adaptó cien fábulas de Esopo a la forma del verso coliámbico, más adecuada para la sátira, y llegaron a confundirse con las originales, de suerte que ya en vida suya empezó a ser imitado. En el siglo III ya era un autor conocido. En el siglo IV Aviano reelaboró cuarenta y dos fábulas de Babrio poniéndolas en dísticos. 
No se conocían de él nada más que algunos fragmentos (publicados por Franz Xavier Mayer en Múnich, 1816) cuando en 1843 el griego Minoides Mynas encontró en el monasterio de Santa Laura del monte Athos un manuscrito que contenía 123 fábulas. Jean François Boissonade de Fontarabie ofreció la editio princeps en París, 1844. Johann Caspar von Orelli, Karl Lachmann (este en Berlín, 1845), y Théobald Fix publicaron después ediciones críticas; Léon Boyer dio una traducción en verso francés. George Cornewall Lewis publicó en Londres, en 1859, una segunda colección atribuida a Babrio que contenía 95 fábulas nuevas y un prefacio, cuyo manuscrito fue copiado por Mynas en el monte Athos en 1857, ya que los monjes no quisieron venderlo; se discute todavía sobre si esta colección es falsa. Seis fábulas más vieron la luz gracias a P. Knoll, quien las leyó en un manuscrito de la Biblioteca Vaticana, y fueron editadas por A. Eberhard.